# Albertus Theodorus de Groot

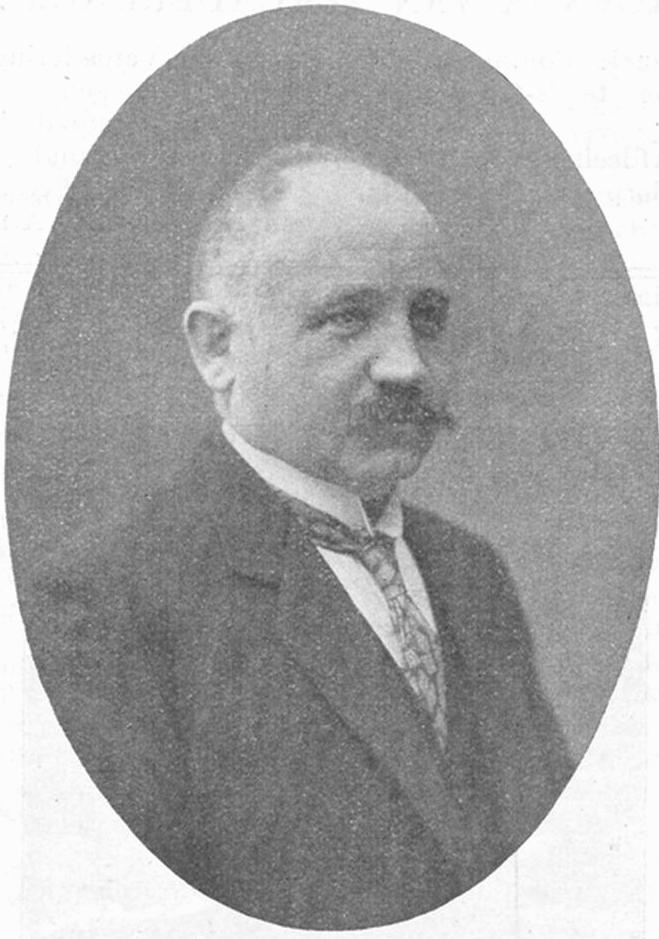
Albertus Theodorus de Groot

Albertus Theodorus de Groot (Beverwijk 16 november 1870 - Arnhem, 7 februari 1928) was een Nederlands waterbouwkundige.

## Opleiding
Op jonge leeftijd verhuisden zijn ouders naar Ouderkerk a/d Amstel waar hij de lagere school doorliep. Daarna volgde de H.B.S. te Amsterdam met eindexamen in 1890. Vanwege zijn belangstelling voor techniek besloot hij verder te studeren aan de Polytechnische School te Delft, waar hij civiele techniek ging studeren. In de vakanties heeft hij praktisch werk gedaan bij de Maasmondwerken (aanleg van de Bergsche Maas). In juli 1894 haalde hij het diploma van civiel ingenieur.
Omdat hij belangstelling had voor de waterbouwkunde ging hij zich voorbereiden voor het eerstvolgend vergelijkend waterstaatsexamen, waaraan hij in oktober 1894 deelnam. De uitslag kwam niet direct, en hij kreeg een aanbieding om met ingang van 1 januari 1895 bij de Maatschappij tot Exploitatie van Staatsspoorwegen te Utrecht te komen werken. Hij zou daar werkzaam worden gesteld bij de dienst der grote spoorwegbruggen, waarvoor hij zich — na aanstelling — eerst nog in het bijzonder moest specialiseren. In verband daarmede wenste de directie van de Staatsspoorwegen een toezegging dat indien de nog te verwachte uitslag van het Waterstaatsexamen alsnog tevens tot een benoeming van De Groot bij Rijkswaterstaat mocht leiden, hij van daarvan zou afzien.
Dit veroorzaakte een korte tweestrijd; de zekerheid van de benoeming bij Staatsspoorwegen, of het al dan niet opgeven voor de kans op een (in zijn ogen interessantere) benoeming bij Rijkswaterstaat? De Groot aanvaardde de kans en bedankte dus voor de benoeming te Utrecht. Hij wilde wel iets doen in de tijd totdat hij bij Rijkswaterstaat in dienst zou komen en zo werd hij met ingang van 1 januari 1895 aangesteld als assistent in de waterbouwkunde bij prof. ir. Telders te Delft.

## Begin bij Rijkswaterstaat

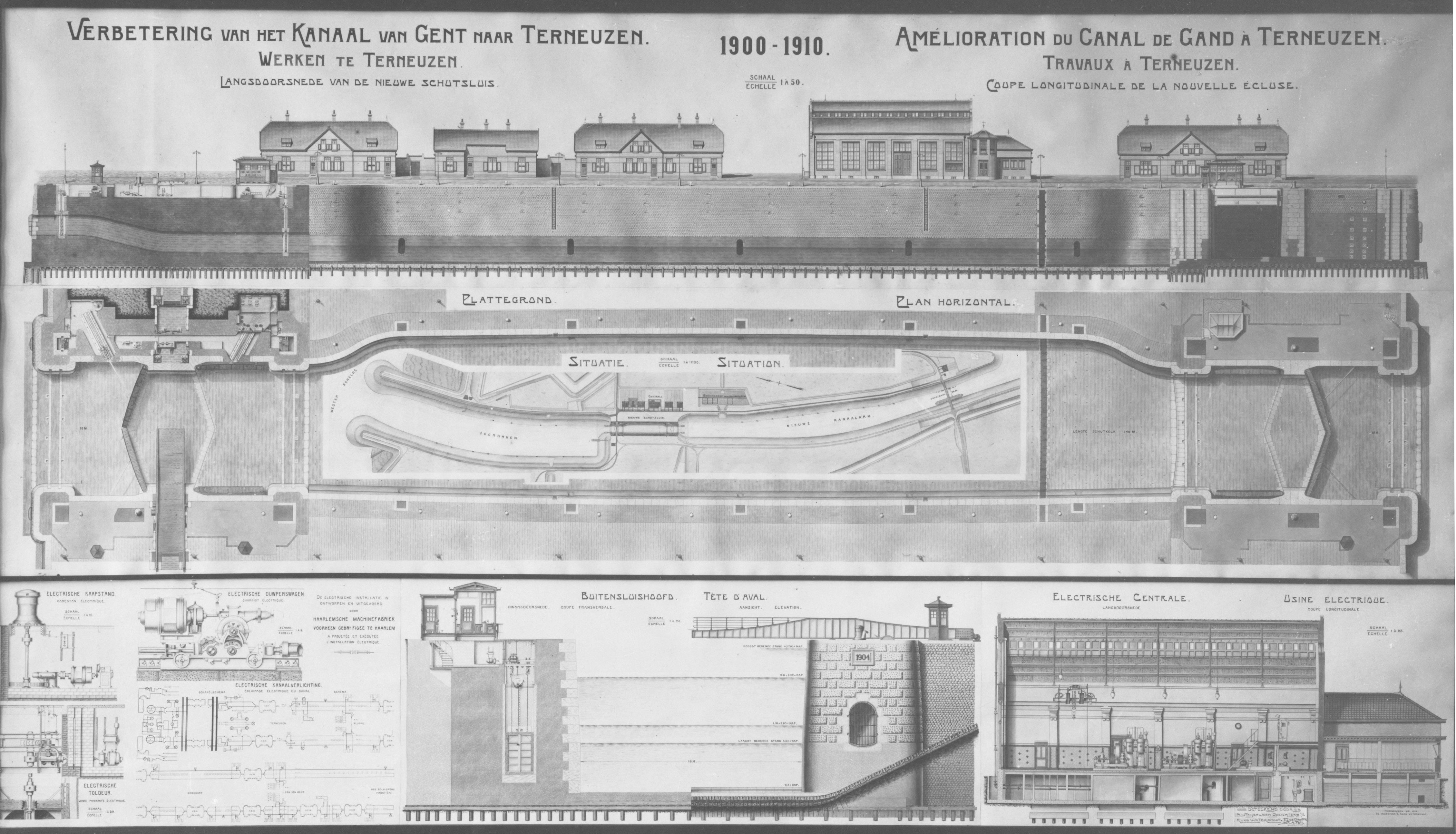
Tekening van de werken bewesten Terneuzen

Maar al op 15 februari 1895 volgde zijn benoeming tot adspirant-ingenieur bij Rijkswaterstaat; zoals de meeste aspiranten in die jaren werd hij eerst geplaatst op een bureau en wel bij inspecteur ir. W. F. Leemans te 's Gravenhage, om administratief te worden "bijgewerkt" met het oog op zijn verdere loopbaan bij dit dienstvak. Evenwel duurde de betrekking van adjudant, zoals die baan werd genoemd, voor De Groot maar kort. Op 1 november 1895 werd hij verplaatst naar de “Werken” en toegevoegd aan ir. J. Nelemans te Terneuzen. Dit stond in verband met plannen tot ombouw van het kanaal Gent-Terneuzen in een éénpandig kanaal. In Terneuzen werd De Groot belast met het uitwerken van de plannen voor de nieuwe werken, onder meer bestaande uit een nieuwe sluis te Terneuzen van 140 x 10 m met toeleidingskanaal en voorhaven, een nieuwe kanaalarm te Sas van Gent met twee sluishoofden, het verruimen van het kanaal zelf, het maken van drie nieuwe draaibruggen, alsmede de verlegging van spoorwegwerken.
Op 3 augustus 1899 trouwde hij met Digna Elisabeth Alwine van IJsselsteijn uit Terneuzen; zij was de dochter van een opzichter bij het heemraadschap. Zij gingen wonen in een bouwkeet bij de sluis. Hij zelf was inmiddels bevorderd tot ingenieur 3e klasse. In het voorjaar van 1902 was de fundering van de sluis klaar en werd De Groot overgeplaatst naar Brielle, waar hij arrondissementsingenieur werd.
In Brielle bleef De Groot ruim 6 jaar; hij daar was betrokken bij de aanleg van de stoomtram van de Rotterdamsche Tramweg Maatschappij, die door het rijk bekostigd werd. Hij bouwde onder andere de brug in de Welleweg over het Voorns kanaal (net te westen van Heenvliet), de tramlijn Middelharnis - Ooltgensplaat en de haven van de veerboot bij Stellendam.

## Alkmaar

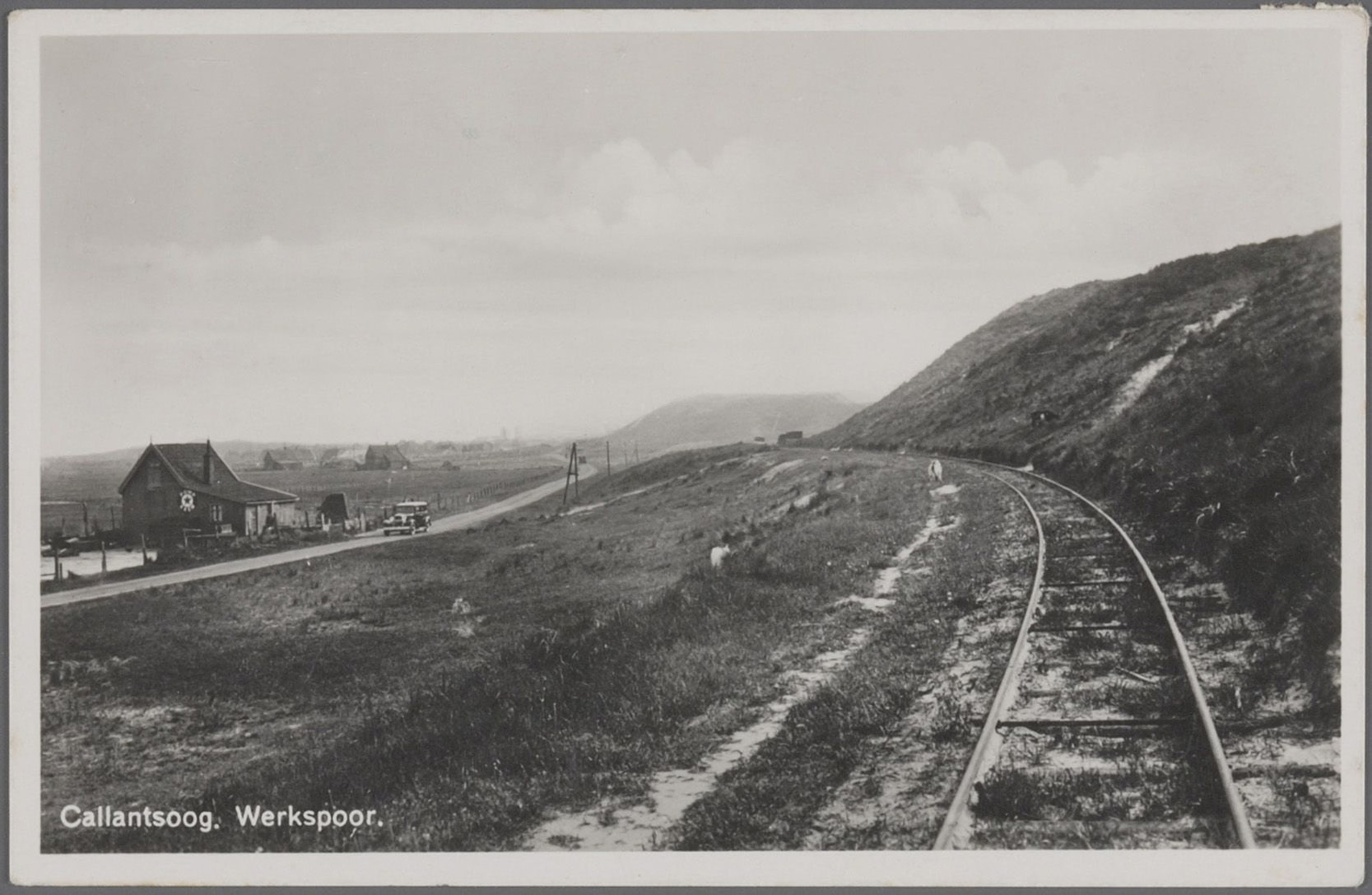
het werkspoor bij Callantsoog

Op 1 augustus 1908 werd hij, inmiddels ingenieur 2e klasse, overgeplaatst naar Alkmaar. Na de stormvloed van 22/23 december 1894 was na het nodige politieke geharrewar besloten dat de Helderse en Hondsbossche zeewering, alsmede het tussengelegen kustvak voor rijksrekening zouden worden verbeterd en onderhouden. Er was al een spoorlijn voor de werken aangelegd, en er waren inmiddels 13 strandhoofden aangelegd. De Groot kreeg opdracht om de volgende 20 hoofden te ontwerpen en aan te leggen. Hiervoor heeft hij ook de spoorlijn regelmatig uitgebouwd. Hij paste daarbij voor de tegen de duinvoet aansluitende staarteinden van gewapend beton toe. Hij heeft nogal wat onderzoek gedaan naar het gebruik van beton bij strandhoofden en daarover in De Ingenieur van 1911 gepubliceerd. Hij heeft hiervoor ook gebruik gemaakt van de ervaringen in Denemarken. Een probleem bleek de duurzaamheid van beton in zeewater te zijn, hetgeen opgelost kon worden door een iets anderen betonsamenstelling te gebruiken. Hij voerde ook belangrijke verdedigingswerken uit aan de zuidpunt van Texel (toen ook behorend bij het arrondissement Alkmaar), en waar de zware vloedstroom, die door het Marsdiep loopt en langs de zuidpunt schuurt en de onderzeese oever daar voortdurend sterk aantast. Daarlangs ontstaat tot grote diepte een steil beloop, dat een zware bestorting nodig maakt.In de Alkmaarse tijd kwam hij ook in contact met de "Alkmaar Packet", waarvan hij in 1920 commissaris en in 1925 president-commissaris werd. Bij zijn belangstelling voor het verkeer te land en te water, volstond hij in die functie niet met algemene controle, maar nam krachtdadig deel aan initiatiefmaatregelen, daarbij bleef hij altijd de voorzichtige zakenman, die de maatschappij zelfs in de moeilijke jaren na de eerste wereldoorlog voor een crisis heeft behoed. De concurrentiestrijd tussen de autobussen enerzijds en de vaste land- en waterlijnen anderzijds bestudeerde hij voortdurend, om tot een goede tarievenpolitiek te komen. Ook technische verbeteringen aan de boten hadden zijn belangstelling, zo was hij betrokken bij de proefnemingen met het "Oertz"-roer.

## Rotterdam
Op 1 oktober 1912 werd hij bevorderd tot ingenieur 1e klasse en overgeplaatst naar het rivierarrondissement in Rotterdam. Zijn eerste taak was het voltooien van het zuiderhoofd van de Rotterdamse Waterweg. en verder plannen te maken voor het verder verbeteren van deze waterweg. In 1908 was de waterdiepte overal 7,5 m onder Laag Water. Maar toch vond men rond die tijd die diepte onvoldoende en heeft men nog wat aanpassingen gedaan aan de rivier en het nodige baggerwerk te doen. In 1916 was de diepte nergens minder dan 8,5 m. Er zijn toen plannen gemaakt voor verdere verdieping to 11,5 m en een bodembreedte van 150 m. Het project tot verbetering van de Waterweg werd door De Groot verder uitgewerkt, dat ten slotte is vastgelegd in de wet van 2 januari 1917. Volgens dat ontwerp zou de Waterweg over de gehele lengte van zee tot Rotterdam verder op een doorgaande diepte van 11,50 m onder gewoon laag water worden gebracht, later nog te vermeerderen tot 12,50 m. Een van de laatste werken van De Groot aan de Waterweg was de vergroting van de haven voor rijksvaartuigen te Hoek van Holland, die in 1919 gereed kwam.

## 's-Hertogenbosch
In november 1919 werd hij bevorderd tot hoofdingenieur-directeur in de provincie Noord-Brabant met als standplaats 's-Hertogenbosch. In verband met de grote moeilijkheden op woninggebied in die jaren verkreeg hij echter tevens voorlopige toestemming om te Rotterdam te blijven wonen, zodat zijn gezin daar achter bleef en De Groot gedurende een half jaar dagelijks heen en weer reisde. In voorjaar 1919 was er hoog water in de Maas, wat tot gevaarlijke situaties leidde.  Men wilde dit oplossen door tussen Linden en Gassel een verlaagd dijkvak te installeren, de Beerse Overlaat. Dit was een veiligheidsmaatregel om de frequente overstromingen van de Maas te regulariseren. Voordien liep de Beerse Maas door de bedding van de Overlaat. De overlaat moest bij hoog water het teveel van de Maas aan de kant van de linkeroever omleiden door de inundatiezone van het gebied de Maaskant naar de Maas ten noorden van 's-Hertogenbosch. Deze inundatiezone werd vroeger Beerse Maas en nu veelal Traverse van de Beerse Overlaat genoemd. Dit leidde tot aanzienlijke problemen met de boeren, er mocht bijvoorbeeld niet gebouwd worden in dit gebied.
Verder was toen het begin van de ingewikkelde verrekeningskwesties met de aannemers van het Wilhelminakanaal wegens de kostenoverschrijdingen van uitvoering door de buitengewone economische omstandigheden. Wel werd het westelijk gedeelte van dat kanaal, van Oosterhout tot nabij Tilburg, voltooid en voor het verkeer geopend.

## Wilton

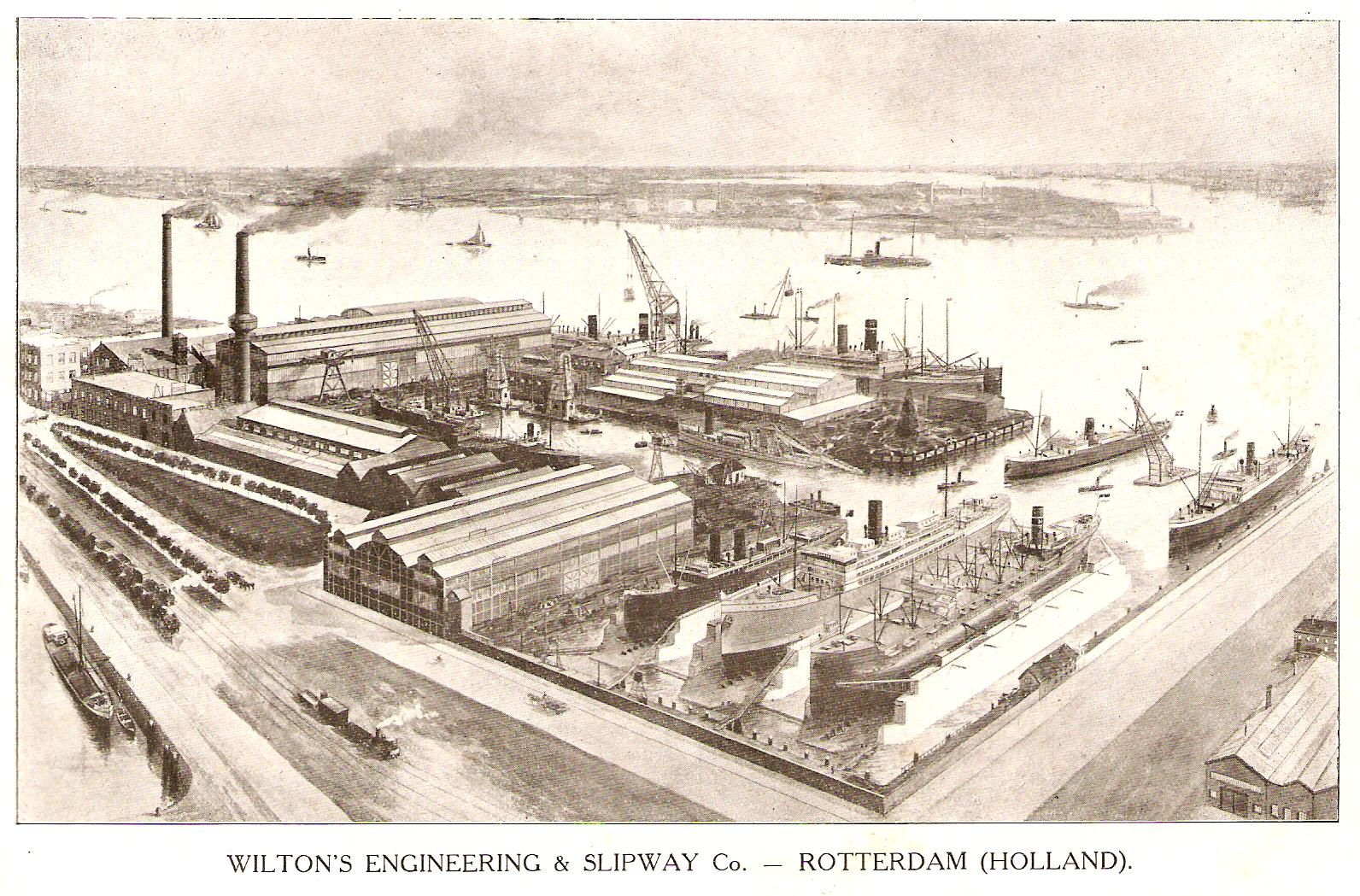
De haven van Wilton 1918

Op 1 mei 1919 werd aan De Groot op zijn verzoek voor drie jaar verlof verleend uit rijksdienst, buiten bezwaar van de schatkist en onder bepaling dat hij — na afloop daarvan — eerst dan weer in actieve dienst zou worden geplaatst, wanneer een vacature als hoofdingenieur-directeur vrij zou komen. Daardoor is bedoeld verlof later enige malen verlengd en zou het zes jaren duren voordat De Groot opnieuw actief in rijksdienst trad. Hij was in de tijd dat hij te Rotterdam werkzaam was, door de NV Wilton's Dok- en Werf Maatschappij uitgenodigd zich te willen belasten met de constructie van een dubbel vast dok voor de bouw van zeeschepen, met schipdeur-sluis tot verbinding met het buitenwater, kademuur en scheepsbouw-loodsen in Schiedam. Na daartoe de ingevolge Rijkswaterstaatsinstructie nodige toestemming te hebben verkregen, die hem door de minister van Waterstaat bij beschikking van 23 maart 1914 werd verleend, trad De Groot als adviserend ingenieur op voor dit project. De bijbehorende dokhaven kwam in 1917 gereed; de Groot's bemoeiingen met het werk namen intussen zo toe, dat toen in 1919 met de eigenlijke dokbouw werd begonnen hij die niet meer kon combineren met zijn waterstaatsdienst, zodat hij tot het vragen van bovenbedoeld verlof besloot.
Van de werken te Schiedam, die in 1921 in hoofdzaak gereed kwamen, heeft De Groot een uitvoerige beschrijving gegeven in De Ingenieur van 1921.

## Buitenland
Toen de inbreng van De Groot in de werken voor Wilton minder nodig was, was er nog geen uitzicht op herplaatsing in actieve dienst bij Rijkswaterstaat. Daarom gaf hij gehoor aan een uitnodiging van de baggeraannemer A. Bos Pzn. te Dordrecht om voor dit bedrijf enige werken te leiden aan het Suezkanaal. Daartoe vertrok De Groot in oktober 1922 voor twee jaren naar Egypte, waar hij onder meer de uitvoering leidde van de verlenging van het havenhoofd alsmede het maken van een kolenhaven te Port Fouad. Ook maakte hij in dien tijd een reis naar Basra  waar de Eufraat en de Tigris tot Shatt-al-Arab samenvloeien, ten einde de mogelijkheid te bestuderen om den waterweg van daar tot in de Perzische Golf door baggerwerken voor de scheepvaart te verbeteren. 

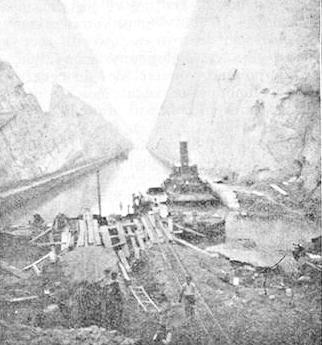
Opruimen afschuiving van 1923 in Kanaal van Korinthe

Ook maakte hij in die tijd een reis naar het Kanaal van Korinthe tot het opmaken van een plan voor de herstelling van het kanaal na de ernstige afschuiving die daar op 17 november 1923 plaats had. De Groot heeft over dit kanaal met zijn eigenaardig profiel belangrijke geschiedkundige en technische bijzonderheden een artikel geschreven in De Ingenieur 1924.

## Arnhem
Nadat De Groot in de loop van 1924 weer in 's-Gravenhage was gaan wonen, kwam er per 1 mei 1925 een plaats als hoofdingenieur-directeur open wegens pensioen van ir. R. H. Gockinga, en werd De Groot in diens plaats in Arnhem benoemd, met de provincies Gelderland en Overijssel tot ambtsgebied. Gedurende de zes jaren dat De Groot elders werkzaam was geweest, was in de inwendige dienst bij de Rijkswaterstaat veel veranderd en deze was, als indirect gevolg van de situatie na de eerste wereldoorlog, ingewikkelder en omvangrijker geworden. De Groot moest zich plotseling inwerken in toestanden die zijn ambtgenoten meer geleidelijk hadden zien worden, hetgeen heel veel van zijn tijd en werkkracht vergde. Een samenloop van omstandigheden trof hem daarbij, dat reeds de eerste winter in zijn nieuwe dienst de bovenrivieren afvoeren brachten zoals nog nimmer waren voorgekomen. De doorbraken en overstroming van de Maas (1926), zoals zij later zijn beschreven in het "Verslag van het Voorgevallene tijdens het hooge opperwater in den winter van 1925 en 1926" kwamen grotendeels voor in het ambtsgebied van De Groot.
Hij was daarbij ook verantwoordelijk voor de buitengewone riviercorrespondentie tijdens de hoogwaterperiode. Daardoor kwam hij verschillende nachten achter elkaar niet uit de kleren en kreeg in die tijd ook overdag geen rust. Zijn gestel weerstond voor het ogenblik deze buitengewone inspanning zonder moeite, maar achteraf is dit gebleken dat slechts schijn was. In de zomer van 1926 moest zijn arts hem enige maanden rust voorschrijven, die hem weer in staat stelden in het najaar zijn dienst te hervatten. Toen waren het de plannen tot verbetering van de rijkswegen in Gelderland en Overijssel die zijn aandacht vroegen, met inbegrip van de bouw van de nieuwe brug te Katerveer. Ook voor de „kleine rivieren" zoals de Vecht, de Dinkel en de Bolksbeek, kwamen nieuwe plannen aan de orde. De Groot begon daaraan met nieuwe moed en liet zich niet storen door een tijdelijk ongemak aan zijn voeten, niet vermoedende dat dit in verband stond met de kwaal, die zich als gevolg van de inspanning in 1925/1926 bij hem had geopenbaard. Maar op 7 februari 1928 kwam geheel onverwacht voor hem en voor zijn omgeving het einde, en overleed De Groot 's-morgens, na slechts enkele minuten strijd, in zijn eigen woning

## Commissiewerk
Te Brielle werd hij in oktober 1902 lid van de Gezondheidscommissie en in december 1907 tot voorzitter daarvan gekozen, daarnaast was hij lid van de commissie van toezicht op het Middelbaar Onderwijs, en maakte hij een plan voor een waterleiding ten behoeve van de stad Brielle. De Minister van Waterstaat wees hem tot vijfmaal toe (in 1906, 1907, 1908, 1910 en 1911) aan in de commissie tot het examineren van bureauambtenaren. In Alkmaar is hij lid in het college van regenten over de gevangenissen. Tijdens zijn verblijf te Rotterdam werd hij jaarlijks door de minister van landbouw, nijverheid en handel aangewezen tot lid en voorzitter van de commissie van examen bij de Rijnschippersschool. Verder werd De Groot aangewezen in 1916 tot lid van de Staatscommissie in zake buitengewoon hooge waterstanden op den Rotterdamschen Waterweg (Commissie-Van de Sande Bakhuyzen), in 1919 tot lid van de commissie inzake de gedeeltelijke ophoging van de Beersche Overlaat (Commissie-Jolles), in 1925 tot lid van de commissie voor de bruggen te Nijmegen, Arnhem en Doesburg (Commissie-van Citters), en in 1926 tot lid van de commissie inzake het verlenen van Provinciale bijdragen in de kosten van de Zuiderzeewerken (Commissie-Lely). Het Kon. Instituut van Ingenieurs wees hem in 1910 aan tot lid van de commissie voor de herziening der keuringsvoorschriften voor hout.
Tijdens zijn ambtelijke loopbaan werd hij in 1915 benoemd tot ridder in de Deense Dannebrogorde en in 1926 tot ridder in de Orde van de Nederlandse Leeuw, terwijl hem in 1927 het zilveren ereteeken werd toegekend wegens uitstekende daden tijdens den watersnood (watersnoodmedaille). Verder was De Groot in 1916 benoemd tot lid van het Bataafs Genootschap der Proefondervindelijke Wijsbegeerte te Rotterdam. Hij was de eerste voorzitter van de Vereniging van Waterstaats-ingenieurs.

## Publicaties
- (16 oktober 1901). De bewegingsinrichtingen van de schutsluizen op het Elbe-Travekanaal. De Ingenieur  16 (42)
- (14 januari 1905). Korte mededeeling over gebreken aan de spilmuts van een draaibrug voor stoomtramwegverkeer over het Voornsch kanaal in den Welleweg. De Ingenieur  20 (2)
- (2 september 1911). De werken tot verdediging van de Noordzeekust tusschen de Heldersche en Pettemer zeeweringen. De Ingenieur  26 (35)
- Verslag eener reis naar Zweden tot het bezoeken van plaatsen van herkomst van Zweedsch graniet, welke toepassing zou kunnen vinden bij zeewerken in Noordholland - Rapporten en mededeelingen van den Rijkswaterstaat, No. 5 (1915).
- de Groot, A.T., Marinkelle, A.B. (1916). De waterweg langs Rotterdam naar zee, 1866-1916. Ministerie van Waterstaat.
- Verslag omtrent de lichting van het op 18 Juni 1917 in de Doorgraving te Hoek van Holland gezonken stoomschip "Turin". Ministerie van Waterstaat (1918).
- (22 november 1919). Nederland op de scheepvaarttentoonstelling te Londen. De Ingenieur  34 (47)
- (1 oktober 1921). Oeververbindingen te Rotterdam. De Ingenieur  36 (40)
- (15 oktober 1921). Het nieuwe etablissement te Schiedam van de N.V. Wilton's Machinefabriek en Scheepswerf. De Ingenieur  36 (42)
- (26 januari 1924). Het kanaal van Korinthe versperd. De Ingenieur  39 (4)
- (14 januari 1925). herdenking ir. J.J.L. Bourdrez. De Ingenieur  40 (4)